# Оґата Гекко
Оґата Гекко (яп. 尾形月耕, 1859 — 1 жовтня 1920) — японський художник періоду Мейдзі.

## Життєпис
Походив з родини торгівців, яка мала ліцензію на вивіз усього сміття з Едо. Син Накаґамі Сьоносуке, власника агенції з працевлаштування. Народився 1859 року в м. Едо (столиці сьогунату Токугава). Отримав ім'я Масаносуке. 1876 році після смерті батька родина втратила фірму та право на вивіз сміття. Було відкрито крамничку з продажу паперових ліхтарів, де. Водночас захопився малюванням, але через брак не коштів не мав вчителів. Тому спочатку був самоуком, розписував порцеляну та двоколісних візків-рикш.
Його маленькі твори навіть демонструвалися на виставці промислового дизайну як зразки сучасної майстерності. Після цієї виставки і безлічі малюнків і скетчів Масаносуке познайомився з художником Каванабе Кьосеєм, а невдовзі — Огата Койя, нащадкам відомого художника Огата Коріна, який взяв опіку над Масаносуке.
1881 року Масаносуке прізвище Оґата. Також змінює ім'я не Гекко («Місячне сяйво»). Невдовзі після цього став випускати гравюри й створювати ілістрації для книг. 1885 році бере участь у першій виставці Японської художньої асоціації, де знайомиться з Ернестом Феноллозою і Окакура Какудзо. 1888 року після одруження змінив прізвище на Тай.
1891 року сприяв заснуванню Японської молодіжної асоціації живопису, де став суддею. Під час першої японо-китайської війни 1894—1895 років Оґата Гекко служив військовим художником. Його завданням було інформування японської громадськості мовою мистецтва про хід бойових дій на суші і на морі. Багато його графічних аркушів стали пропагандистськими військовими плакатами, зокрема «Перша японська армія, що наступає на Мукден» і «Японські офіцери і солдати хоробро б'ються під Фенхуанченом». 1898 року імператор Японіїкупив картину Гекко «Нічний напад Соґа».
Роботи художника були дуже популярними не тільки в Японії, де йому протегував міністерство освіти і культури, а й за її межами. Оґата Гекко отримав низку національних і міжнародних призів. Він був одним з перших японських художників, які завоювали міжнародну увагу. Вони виставлялися на Всесвітній виставці в Чикаго в 1892 році 9 приз за картину «Фестиваль Едо Санна»), на Всесвітній виставці в Парижі в 1900 році, Всесвітній виставці в Сан-Луїсі 1904 року (золотий приз за серію «Погляди на гору Фудзі»), на японо-британській виставці в Лондоні в 1910 році. 1912 року здобув третю премію на VI виставці міністерства освіти Японії.
Помер у 1920 році. Його учнем був Кьоґйо Цукіока.

## Творчість
Перші твори Гекко мають багато спільного з творчістю Кікуті Йосая. Великий вплив на нього мали роботи Кацусіка Хокусая. Пізніше створює свій особливий художній стиль, з елементами ніхонга. Цей стиль є своєрідною сумішшю тем і мотивів класичного укійо-е і запозиченої з європейського мистецтва техніки малювання. Завдяки особливій манері штрихування нагадує роботу пензлем яка надавала гравюрам природність і мальовничість. Водночас був визнаним майстром військових малюнків, передаючи жахіття військових подій.
Значними роботами є серія гравюр «Випадкові замальовки Гекко» («Гекко Дзюйхіцу», 1886 рік), серії «12 місяців укійо-е» й «Коні працюють всі дванадцять місяців», ілюстрації до видання «Повість про Гендзі», роботи для серії «47 ронінів», де кожна робота представляла того чи іншого уславленого воїна.